# Mogolo Subregion
Mogolo Subregion är ett distrikt i Eritrea.   Det ligger i regionen Gash-Barkaregionen, i den västra delen av landet, 140 km väster om huvudstaden Asmara.